# Liste von auf dem Friedhof Hirschstetten bestatteten Persönlichkeiten
Die Liste von auf dem Friedhof Hirschstetten bestatteten Persönlichkeiten enthält Angaben zu bekannten Persönlichkeiten, deren Grabstellen sich am Friedhof Hirschstetten befinden oder befanden.

## Gräber
| Name              | Geb. | Gest. | Angaben zur Person                | Standort       | Status                               | Foto |
| ----------------- | ---- | ----- | --------------------------------- | -------------- | ------------------------------------ | ---- |
| Guido von Pirquet | 1880 | 1966  | Grundbesitzer und Weltraumpionier | Gr. MR, Nr. 1A | Ehrenhalber in Obhut genommenes Grab |      |

## Legende
Die Tabelle enthält im Einzelnen folgende Informationen:
| Name:     | Name der bestatteten Persönlichkeit. |
| Geb.:     | Geburtsjahr der bestatteten Persönlichkeit. |
| Gest.:    | Sterbejahr der bestatteten Persönlichkeit. |
| Standort: | Es ist die Lage der Grabstelle angegeben. Verwendete Abkürzungen sind Abt. für Abteilung, Gr. für Gruppe, R. für Reihe und Nr. für Nummer. |
| Status:   | Es werden bei den Angaben zum Status drei verschiedene Arten unterschieden: 1. Gewidmete Gräber: Ehrengrab oder Ehrenhalber in Obhut genommenes Grab oder Ehrenhalber gewidmetes Grab. 2. Grab aufgelassen: für nicht mehr bestehende Grabstellen. 3. Bei den übrigen Grabstellen ist als <!--unsichtbarer Kommentar--> eine Angabe zur Dauer des Grabnutzungsrechtes eingebunden. |
| Foto:     | Fotografie der Grabstelle (nicht der Persönlichkeit). Klicken des Fotos erzeugt eine vergrößerte Ansicht. |

Die Tabelle ist alphabetisch nach dem Nachnamen der Persönlichkeit sortiert.